# オ・インソン
吳 寅星（オ・インソン、오인성、1965年11月4日 - ）は、大韓民国の声優。男性。
1992年からKBS（韓国放送声優劇会）に所属している。KBS23期。現在はKBSとの専属契約を離れ、フリーランスとして活動している。

## 出演作品
※太字は主役・ヒロイン・メインキャラクター。

### アニメ
- 犬夜叉（蛮骨）
- カード王 ミックスマスター（タノース）
- ポケットモンスター（ニャース）
- 無限戦記ポトリス（キャノンガム、マインスポーケン、セコインガル）
- MONSTER（ヴォルフガング・グリマー / ノイマイヤー）
- ワンダフルデイズ（シモン）

### 吹き替え
- カーズ（ライトニング・マックィーン）
- スポンジ・ボブ（パトリック・スター）
- プリンセスと魔法のキス（ローレンス）
- レミーのおいしいレストラン（レミー）
- ラプンツェル ザ・シリーズ（ピート）
- ミラベルと魔法だらけの家 (アグスティン・マドリガル)